# The Chopsticks
The Chopsticks（ザ・チョップスティックス）は日本のバンド。

## メンバー
- 杉山俊広 - ボーカル
現在は杉山39、別名3923として活動。

- 五味哲也 - ギター

- 神西通朗 - ドラムス

- 佐藤慎祐 - ベース
2001年4月8日脱退。

## 概要・略歴
1994年、高校の同級生であった杉山と五味がthe Chopsticksの原型であったバンドを結成。その後、雑誌のメンバー募集で佐藤と出会い、ライブハウスの紹介で神西が加入する。
1995年秋にthe Chopsticksを結成。メンバー内で「わりばし」というバンド名が提案されたが、流石に抵抗があり、英語の”The Chopsticks”とした。
1999年6月、SME Recordsからシングル「ふーせん」でメジャーデビュー。
ストリート・ライヴという形態により口コミで人気を集め、女子中高生の間で話題となった。
2001年4月8日、佐藤が脱退。同年7月31日、インディーズレーベルからミニアルバム「the Chopsticks」をリリース。同年8月4日の「Road to しーはーつりまー vol.4 FINAL」をもって解散した。

## ディスコグラフィ

### アルバム

#### ミニアルバム
- Road to しーはーつりまー vol.4 FINAL 表参道FAB 2001.8.4(Bootleg)（2枚組ライブCD-R、300枚限定

### デモテープ
- （タイトル不明）

　夏だから／未来旅行（「誰よりも好き」の原曲）／君と僕と世界のカンケイ／夢は終らない（「ショボ男」の原曲）
- （タイトル不明）

　変われない男／春風の季節／ヒーローになりたい／Beautiful guys

## タイアップ一覧
| 使用年 | 曲名     | タイアップ                                  |
| ------ | -------- | ------------------------------------------- |
| 1999年 | ふーせん | テレビ朝日系『ネプいっ!』オープニングテーマ |

## ラジオ番組
- chopsとウィーッス（bayfm）
- おはしでプリン（CBCラジオ）